# Yule-Walker-Gleichungen
Die Yule-Walker-Gleichungen (nach Gilbert Walker und George Udny Yule) werden in der Zeitreihenanalyse, die zur Statistik gehört, zum Schätzen der Parameter von AR(MA)-Prozessen verwendet. Sie stellen einen Zusammenhang her zwischen Autoregressionskoeffizienten und der Autokovarianzfolge des Prozesses.

## Die Gleichungen
Sei {\displaystyle (X_{t})_{t\in \mathbb {Z} }} ein stationärer autoregressiver Prozess der Ordnung {\displaystyle p}, also {\displaystyle X_{t}=\sum _{k=1}^{p}\alpha _{k}X_{t-k}+\varepsilon _{t}}, wobei  {\displaystyle (\varepsilon _{t})_{t\in \mathbb {Z} }} weißes Rauschen mit Varianz {\displaystyle \sigma _{\varepsilon }^{2}} und {\displaystyle (r_{t})_{t\in \mathbb {Z} }} die Autokovarianzfolge ist. Dann gelten die Yule-Walker Gleichungen:
1. {\displaystyle \sum _{k=1}^{p}\alpha _{k}r_{t-k}=r_{t}} für {\displaystyle t>0}
2. {\displaystyle \sum _{k=1}^{p}\alpha _{k}r_{t-k}=r_{0}-\sigma _{\varepsilon }^{2}} für {\displaystyle t=0}

## Anwendungen
Mit den obigen Gleichungen können dann folgende Schätzer für die Parameter des Prozesses hergeleitet werden:
Sei {\displaystyle {\hat {R}}_{p}=({\hat {r}}_{i,j})_{i,j=1,\dots ,p}} die (geschätzte) Kovarianzmatrix des Prozesses, ferner {\displaystyle {\hat {r}}_{i}=({\hat {R}}_{p})_{1,i}} sowie {\displaystyle {\hat {r}}_{p}=({\hat {r}}_{1},\dots ,{\hat {r}}_{p})^{T}}. Dann ist
{\displaystyle {\hat {\alpha }}=({\hat {\alpha }}_{1},{\hat {\alpha }}_{2},\dots ,{\hat {\alpha }}_{p})^{T}={\hat {R}}_{p}^{-1}{\hat {r}}_{p}}
ein konsistenter Schätzer für {\displaystyle \alpha }, der aufgrund der fast sicheren positiven Definitheit der Korrelationsmatrix {\displaystyle R_{p}=(r_{i,j})_{i,j=1,\dots ,p}} fast sicher existiert.